# Гюнеш, Туран
Туран Гюнеш (тур. Turan Güneş, 25 июня 1921, Кандыра, Коджаэли — 9 апреля 1982, Чанаккале) — турецкий учёный и политик, занимавший посты вице-премьера и министра иностранных дел в 1970-х годах. Первоначально был членом Демократической партии, позднее перешёл в Республиканскую народную партию.

## Биография
Родился 25 июня 1921 года в Кандыре. В 1941 году окончил Галатасарайский лицей. Получил степень бакалавра в области юриспруденции в Стамбульском университете и степень доктора философии в области политологии — в Парижском. В 1947 году вступил в Демократическую партию.
После окончания университета работал на юридическом факультете Стамбульского университета, в 1954 году стал ассоциированным профессором. В том же году баллотировался в Великое национальное собрание и был избран, впрочем, в 1955 году был исключён из партии. Принимал участие в создании партии Свободы, которая в 1958 году присоединилась к Республиканской народной партии (РНП). В 1959 году вступил в РНП, на 14-м партийном конгрессе, прошедшем 12 января 1959 года, был избран в партийный совет. В этот же период публиковался в журнале «Forum».
После переворота 1960 года по решению Консультативной ассамблеи был назначен член Конституционной комиссии. Комиссию возглавлял Турхан Фейзиоглу и Энвер Зия Карал, её целю было создание новой конституции. В 1961-72 годах преподавал на факультете политологии Анкарского университета, в 1961 году стал профессором административного права. Параллельно с этим писал для журнала «Yön», но прекратил, когда журнал стал поддерживать диктатуру.
В октябре 1964 года был избран в партийный совет РНП, входил в группу сторонников политики «левее центра». В 1969-72 годах — заместитель генерального секретаря РНП. В 1973 году был избран членом Великого национального собрания от ила Коджаэли. В том же году баллотировался на пост генерального секретаря вместе с Денизом Байкалом и Орханом Эюпоглу. Байкал и Гюнеш проиграли, на пост был избран Эюпоглу.
В 1974 году занимал пост министра иностранных дел. В 1977 году был переизбран в Великое национальное собрание от Коджаэли. В 1977 году занимал пост вице-премьера.
Умер 9 апреля 1982 года в Чанаккале от остановки сердца во время путешествия на корабле из Стамбула в Измир. Похоронен на кладбище Зинджирликую.

### Личная жизнь
Был женат на преподавательнице французского языка Нермин Гюнеш. Она умерла 28 июля 2021 года в Анкаре в возрасте 95 лет. У них было двое детей, Айше и Хуршит.